# Giovanni Battista Michelini (politico)
Giovanni Battista Michelini di San Martino (Savigliano, 11 dicembre 1797 – Torino, 5 maggio 1879) è stato un politico, giornalista e avvocato italiano.

## Elezioni
Fratello del deputato Alessandro, venne eletto deputato alla Camera dei deputati del Regno di Sardegna e alla Camera dei deputati del Regno d'Italia per i collegi di Demonte, Borgo San Dalmazzo, Cortemiglia, Cagli, Fossano in diverse legislature:
- I: Eletto nell'elezione suppletiva del 26 giugno 1848 nel collegio di Demonte (Cuneo), con voti 46 su 61 votanti
- II: Eletto nell'elezione generale del 22 gennaio 1849 nel collegio di Demonte (Cuneo), con voti 52 su 60 votanti
- III: Eletto nel ballottaggio del 22 luglio 1849 nel collegio di Borgo San Dalmazzo (Cuneo), con voti 63 su 130 votanti
- IV: Eletto nell'elezione generale del 9 dicembre 1849 nel collegio di Borgo San Dalmazzo (Cuneo), con voti 100 su 191 votanti
- V: Eletto nell'elezione generale dell'8 dicembre 1853 nel collegio di Borgo San Dalmazzo (Cuneo), con voti 89 su 172 votanti
- VI: Eletto nel ballottaggio del 18 novembre 1857 nel collegio di Borgo San Dalmazzo (Cuneo), con voti 141 su 296 votanti; elezione che viene annullata il 14 gennaio 1858 e successivamente rieletto nell'elezione suppletiva del 3 febbraio 1858 nel collegio di Borgo San Dalmazzo (Cuneo), con voti 151 su 286 votanti
- VII: Eletto nell'elezione generale del 25 marzo 1860 nel collegio di Cortemiglia (Cuneo), con voti 228 su 419 votanti
- VIII: Eletto nel ballottaggio suppletivo del 14 aprile 1861 nel collegio di Cagli (Pesaro e Urbino), con voti 145 su 147 votanti
- X: Eletto nel ballottaggio del 17 marzo 1867 nel collegio di Fossano (Cuneo), con voti 466 su 894 votanti
- XI: Eletto nell'elezione generale del 20 novembre 1870 nel collegio di Fossano (Cuneo), con voti 582 su 643 votanti
- XII: Eletto nel ballottaggio del 15 novembre 1874 nel collegio di Fossano (Cuneo), con voti 632 su 927 votanti

Viene nominato senatore del Regno d'Italia il 28 febbraio 1876, carica che ricoprirà fino alla morte.